# Parsa Pateli
Parsa Pateli – gaun wikas samiti w środkowej części Nepalu w strefie Dźanakpur w dystrykcie Mahottari. Według nepalskiego spisu powszechnego z 2001 roku liczył on 608 gospodarstw domowych i 3322 mieszkańców (1694 kobiet i 1628 mężczyzn).